# Ugo Martinat
Ugo Martinat (né le 28 avril 1942 à Settimo Torinese, Piémont - mort le 28 mars 2009 à Rome) est une personnalité politique italienne. Il était secrétaire d'État dans le gouvernement Silvio Berlusconi IV depuis le 12 mai 2008.

## Biographie
- Géomètre-expert, agent immobilier, leader du Mouvement social italien, puis de l'Alliance nationale à Turin.

- Ministre adjoint aux Infrastructures du 2e gouvernement Berlusconi.

- Élu 8 fois député (1979, 1983, 1987, 1992, 1994, 1996, 2001, 2006 et 2008).